# Pseudobiotus vladimiri
Espèce
Pseudobiotus vladimiri est une espèce de tardigrades de la famille des Isohypsibiidae.

## Systématique
L'espèce Pseudobiotus vladimiri a été décrite en 2001 par les zoologistes russes Vladimir Ivanovich Biserov (d) (1951-1998),, Alexeï Lvovitch Dudichev (d) et Natalia M. Biserova (d).

## Distribution
Cette espèce est endémique de Honshū au Japon. Elle se rencontre dans le lac Biwa.

## Étymologie
Son épithète spécifique, vladimiri, lui a été donnée en l'honneur de Vladimir Ivanovich Biserov, l'un des co-auteurs, mort avant que la publication ne soit complètement achevée.

## Publication originale
- (en + ru) V. I. Biserov, A. L. Dudichev et N. M. Biserova, « Preliminary data on tardigrades of Lake Biwa (Japan) », Arthropoda Selecta, vol. 10, no 4,‎ 2001, p. 307-310 (ISSN 0136-006X, lire en ligne).